# Abhirati
Abhirati (sanskrit: Reich der Freude) ist das reine Land des Buddha Akshobhya.
Dieses im  Osten des Universums gelegene Paradies ist allerdings kein Ort, auch wenn er im Volksglauben oft als Ort angesehen wird, sondern soll eher als Daseinsbereich eines Bewusstseinszustandes verstanden werden. Buddha Akshobhya herrscht über dieses Paradies.